# Levels (Avicii)
Levels è un singolo del produttore e DJ svedese Avicii, pubblicato dalla Universal il 28 ottobre 2011.
Il ritornello cantato è un campionamento di una canzone del 1962 di Etta James intitolata Something's Got a Hold on Me, scritta da Leroy Kirkland, Pearl Woods e dalla stessa James.
Levels ha raggiunto la posizione numero uno in Svezia, ed è entrato in top 10 in Austria, Belgio, Danimarca, Germania, Irlanda, Italia, Paesi Bassi, Norvegia, Svizzera e Regno Unito.
Il ritornello cantato è inoltre la base per il brano Good Feeling di Flo Rida, diventato una hit nel 2012.
Dopo la morte per suicidio dell'artista svedese, la canzone è diventata un simbolo del compianto DJ oltre che della musica elettronica degli anni 2010.

## Video musicale
Il video musicale è stato reso disponibile attraverso YouTube il 29 novembre 2011. Il video comincia con un uomo in un ufficio che sta parlando con una collega, quando improvvisamente e senza motivo si mette a ballare. Comincia a scarabocchiare la parola "AVICII" su superfici diverse, poi inizia a ballare sui tavoli mentre i colleghi lo guardano disapprovando: a questo punto, il direttore avverte un poliziotto che colpisce l'uomo con un taser e lo manda in coma. Mentre è in coma, il protagonista del video ha una visione di se stesso mentre spinge un masso su una montagna, cantando in stile gospel. Prima di risvegliarsi, gli spunta un fiore dalla bocca che germoglia. Notando questo, uno degli infermieri tocca e assaggia il misterioso fiore, venendo infettato e infettando anche un altro collega. Il video finisce con il protagonista, con i medici e gli infermieri che ballano, infettati anche loro dal misterioso fiore. Il video è stato diretto da Petro.

## Remix
Questa canzone è stata remixata da Cazzette, Inc Noise e Skrillex.

## Tracce
Testi e musiche di Arash Pournouri, Etta James, Leroy Kirkland, Pearl Woods, Avicii.
Download digitale
1. Levels (radio edit) – 3:19
2. Levels (original version) – 5:37
3. Levels (instrumental radio edit) – 3:19
4. Levels (instrumental version) – 5:37

CD single
1. Levels (radio edit) – 3:19
2. Levels (original version) – 5:37

The Remixes - EP
1. Levels (Skrillex remix) – 4:41
2. Levels (Cazzette's NYC mode mix) – 5:54
3. Levels (Cazzette's NYC mode radio edit) – 3:37

## Classifiche
| Classifiche (2012) | Posizione massima |
| ------------------ | ----------------- |
| Australia          | 24                |
| Austria            | 4                 |
| Belgio (Fiandre)   | 4                 |
| Belgio (Vallonia)  | 5                 |
| Canada             | 36                |
| Danimarca          | 3                 |
| Finlandia          | 10                |
| Francia            | 14                |
| Germania           | 6                 |
| Irlanda            | 3                 |
| Italia             | 4                 |
| Lussemburgo        | 3                 |
| Norvegia           | 1                 |
| Nuova Zelanda      | 14                |
| Paesi Bassi        | 3                 |
| Regno Unito        | 4                 |
| Slovacchia         | 1                 |
| Spagna             | 28                |
| Stati Uniti        | 60                |
| Svezia             | 1                 |
| Svizzera           | 5                 |

## Cronologia uscite
| Paese                 | Data             | Formato           | Etichetta       |
| --------------------- | ---------------- | ----------------- | --------------- |
| Australia             | 28 luglio 2011   | Download digitale | Universal Music |
| Danimarca             | 28 luglio 2011   | Download digitale | Universal Music |
| Eire                  | 28 luglio 2011   | Download digitale | Universal Music |
| Italia                | 28 luglio 2011   | Download digitale | Universal Music |
| Paesi Bassi           | 28 luglio 2011   | Download digitale | Universal Music |
| Svezia                | 28 luglio 2011   | Download digitale | Universal Music |
| Germania              | 31 ottobre 2011  | Download digitale | Universal Music |
| Germania              | 15 novembre 2011 | CD singolo        | Universal Music |
| Stati Uniti d'America | 31 ottobre 2011  | Download digitale | Universal Music |
| Regno Unito           | 20 novembre 2011 | Download digitale | Universal Music |